# Trelleborg (Slagelse)
Il Trelleborg di Slagelse è una fortezza vichinga circolare (Trelleborg o Trælleborg) situata nel comune danese di Slagelse, nella regione della Selandia. Scoperto nel 1936, si suppone che fosse stato costruito durante il regno di Aroldo I Dente Azzurro nel 980 e che controllasse il traffico marittimo attraverso il Grande Belt tra le isole di Selandia e Fionia.

## Sito
Come gli altri Trelleborg, quello di Slagelse è un cerchio perfetto di 136 m di diametro con due strade che si intersecano nel centro ad angolo retto, con quattro porte alle estremità delle strade. In ciascun quadrante vi sono quattro case lunghe pressappoco identiche, sistemate a formare un quadrato. A differenza delle altre fortezze vichinghe circolari, il Trelleborg era stato esteso con una sorta di cortile recintato. L'intera fortezza poteva ospitare fino 1.300 persone.

### Fortezza principale
La fortezza circolare era circondata da un muro alto 5 m, largo 17,5 m alla base e con un diametro di 137 m. La palizzata esterna era realizzata in legno di quercia. Una palizzata su due file era supportata da travi inclinate dall'esterno e lo spazio tra i pali era riempito con terriccio e pietre. La fortificazione interna era rivestita con legno e le due superfici erano rinforzate con travi trasversali. Sulla parte orientale vi era una berma larga 5 m protetta da un fossato, largo 17 m e profondo 4 m, con un profilo appuntito. Il fossato non era riempito d'acqua ma aveva una palizzata alla sulla base.
Le due strade erano coperte di legno e le quattro porte foderate con pietre sulla facciata interna. Come per la fortezza di Fyrkat, è possibile che un percorso circolare si sviluppasse lungo il lato interno delle mura

### Estensione

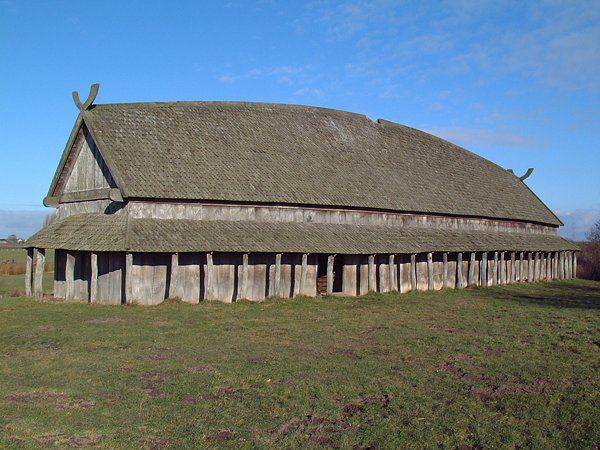
Una casa lunga ricostruita presso il Trelleborg.

L'estensione della fortezza sul lato sud orientale è una caratteristica unica tra i Trelleborg di Danimarca e Svezia. Questa si configura come una motta castrale protetta da un muro sul lato esposto ad est. Le 14 case lunghe presenti, ciascuna lunga 26,33 m, sono disposte con l'asse in direzione radiale rispetto al centro della fortezza principale.
Una parte dell'estensione è occupata da un cimitero con 135 tombe. La maggior parte dei corpi appartengono a giovani uomini oltre a qualche donna e bambini. Tre tombe sono fosse comuni, una con cinque corpi e le altre con undici. Due terzi delle sepolture non presentano corredi funebri, mentre nelle altre sono stati rinvenuti piccoli oggetti e raramente armi, oltre a due tombe particolarmente ricche. Una di queste apparteneva ad una donna con perle, un cestello di bronzo, un cofanetto di legno e pietre per il gioco. L'altra apparteneva ad un uomo con una ciotola di bronzo e un'ascia d'argento decorata. Il grande numero di sepolture semplici può indicare un'influenza cristiana. Sepolture di cavalieri sono state trovate nelle alture circostanti.

## Scavi

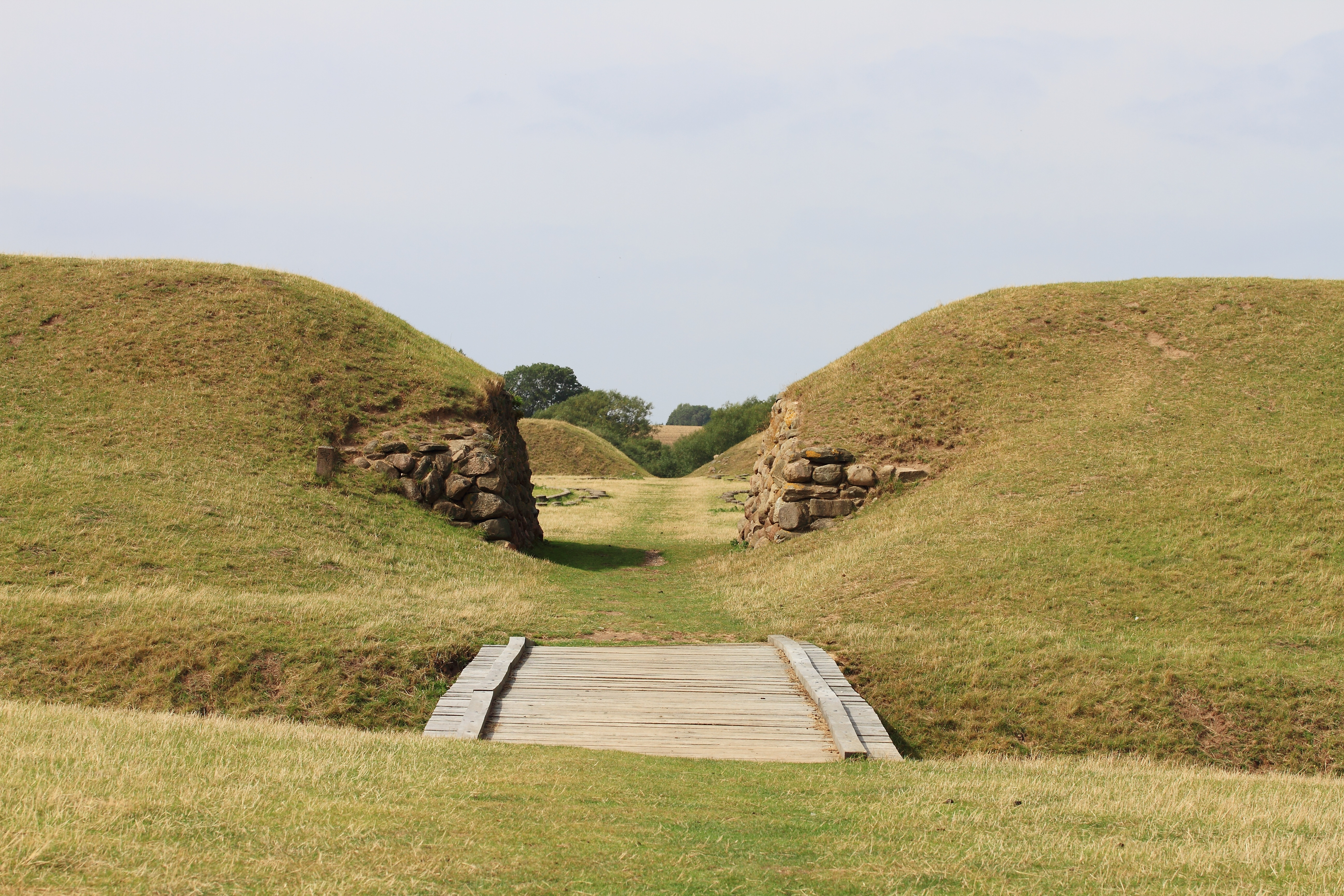
Una delle porte di accesso alla fortezza principale.

L'esistenza della fortificazione vichinga non è mai stata dimenticata nel corso dei secoli. I terrapieni circolari erano visibili durante il XVII secolo, ma i primi scavi cominciarono nel 1934 su iniziativa del museo nazionale danese e condotti dall'archeologo Poul Nørlund, il quale aveva già lavorato presso le necropoli di Herjolfsnæs, in Groenlandia.
Il primo ritrovamento fu in realtà casuale, durante i lavori per la realizzazione di una pista per motocross. Quella che era stata pianificata come una breve ricerca si rivelò una campagna di scavi che si protrasse per 9 anni, fino al 1942. A quel punto la maggior parte dell'area era stata perlustrata e le fortificazioni più esterne identificate per mezzo di una fotografia aerea nel 1936; il cumulo di terra non era stato ancora identificato in quanto non più visibile.
Tra il 1941 e il 1942 cominciarono i lavori per la ricostruzione di una delle caratteristiche case lunghe vichinghe. Il progetto fu seguito dallo stesso Poul Nørlund con l'architetto C.G. Schultz ed è un esempio di ricostruzione di un edificio preistorico basato su basi scientifiche. La casa lunga fu ampiamente ristrutturata negli anni '80 e, nonostante alcune imprecisioni storiche, da un'idea dell'aspetto che queste costruzioni avevano all'epoca vichinga.
I reperti ritrovati, tipicamente oggetti di uso quotidiano come vasellame, serrature, chiavi, accessori, coltelli, affilacoltelli, pettini, pesi per bilance, forbici e aghi, dimostrano una società ed una vita pacifica presso la fortezza. Alcuni reperti indicano anche la presenza di artigiani capaci di realizzare oggetti in argento, oro e bronzo di buona fattura.
Alcune armi, come asce di ferro, punte per le frecce e parti di scudi, sono state ritrovate e indicano che alcune battaglie si svolsero nei dintorni della fortezza durante la vita del sito. 19 punte di freccia sono state trovate sepolte sotto le mura e le porte e, insieme con le sepolture di massa con segni di ferite e tagli profondi, indicano che i soldati caduti venivano subito sepolti in fosse comuni. Analisi degli isotopi di stronzio sui resti dei corpi delle fosse comuni rivelano che essi provenivano aree delle attuali di Norvegia e Polonia e si pensa quindi che potessero essere mercenari stranieri, di guardia alla fortezza.

## Ricostruzione del contesto storico

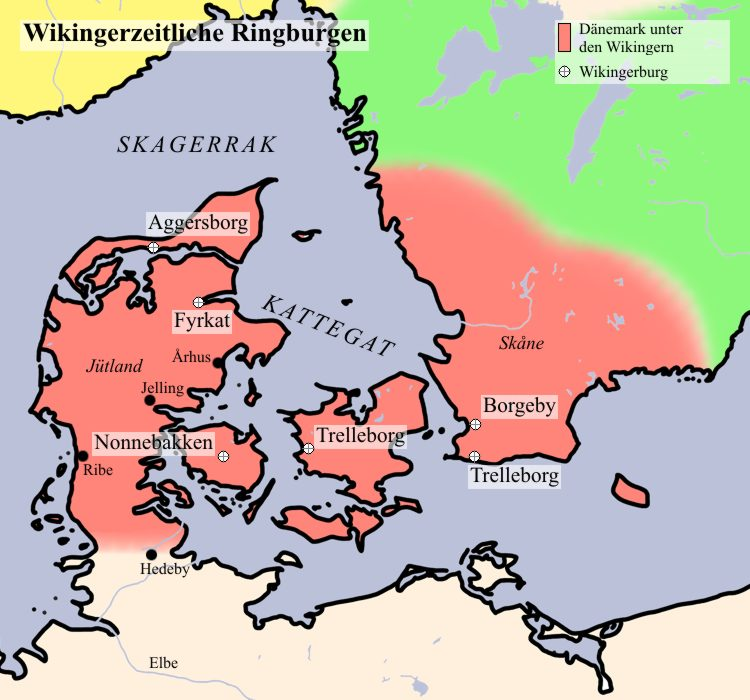
Siti delle fortezze circolari vichinghe.

Le prime datazioni della fortezza suggerivano che la costruzione del sito risalisse all'anno 1000 circa. Successivamente analisi più precise come la dendrocronologia indicarono che il legno utilizzato per gli edifici fosse stato tagliato nell'autunno dell'anno 980 e utilizzato per le costruzioni nella primavera del 981. La costruzione relativamente veloce, assieme alla mancanza di segni di manutenzione, indicano un uso molto breve dell fortezza, forse 10-15 anni. Alcune parti della fortezza, come le mura esterne ad est, probabilmente non furono mai terminate quando il sito fu abbandonato. Scoperte archeologiche indicano che il Trelleborg fu oggetto di un attacco durante la sua esistenza, come dimostra il ritrovamento di soldati nelle fosse comuni e, dai segni di legno bruciato, probabilmente bruciato e distrutto dagli attaccanti.
Sulle evidenze dei ritrovamenti, Poul Nørlund formulò diverse ipotesi sullo scopo della fortezza:
- un presidio militare per il controllo della Selandia occidentale;
- un posto di guardia contro possibili ribellioni;
- una base di partenza per le incursioni verso le coste britanniche e, in inverno, un campo di addestramento.

Nørlund inizialmente dette maggior credito alla terza teoria, tuttavia ulteriori scoperte nei siti delle altre fortezze suggeriscono una quarta teoria, secondo la quale il Trelleborg di Slagelse fosse un centro per il controllo del braccio di mare (oggi noto come "Grande Belt") compreso tra le isole di Selandia e Fionia. All'epoca della costruzione infatti il sito sorgeva su una penisola che sporgeva dalla zona paludosa tra due fiumi. La palude era collegato al Grande Belt da un lago che a suo tempo poteva essere navigato dalle navi vichinghe.
Le scoperte si inseriscono nel contesto storico dell'epoca. Aroldo I Dente Azzurro, re di Danimarca, dovette consolidare l'affermazione della nazione danese contro le ingerenze straniere, soprattutto dopo la conversione al cristianesimo. La fortezza, ed in generale tutti i Trelleborg, era quindi un presidio per controllare l'animosità dei piccoli capi locali, che spesso si traduceva in ribellioni, come quella che portò alla morte di Aroldo I.

## Turismo

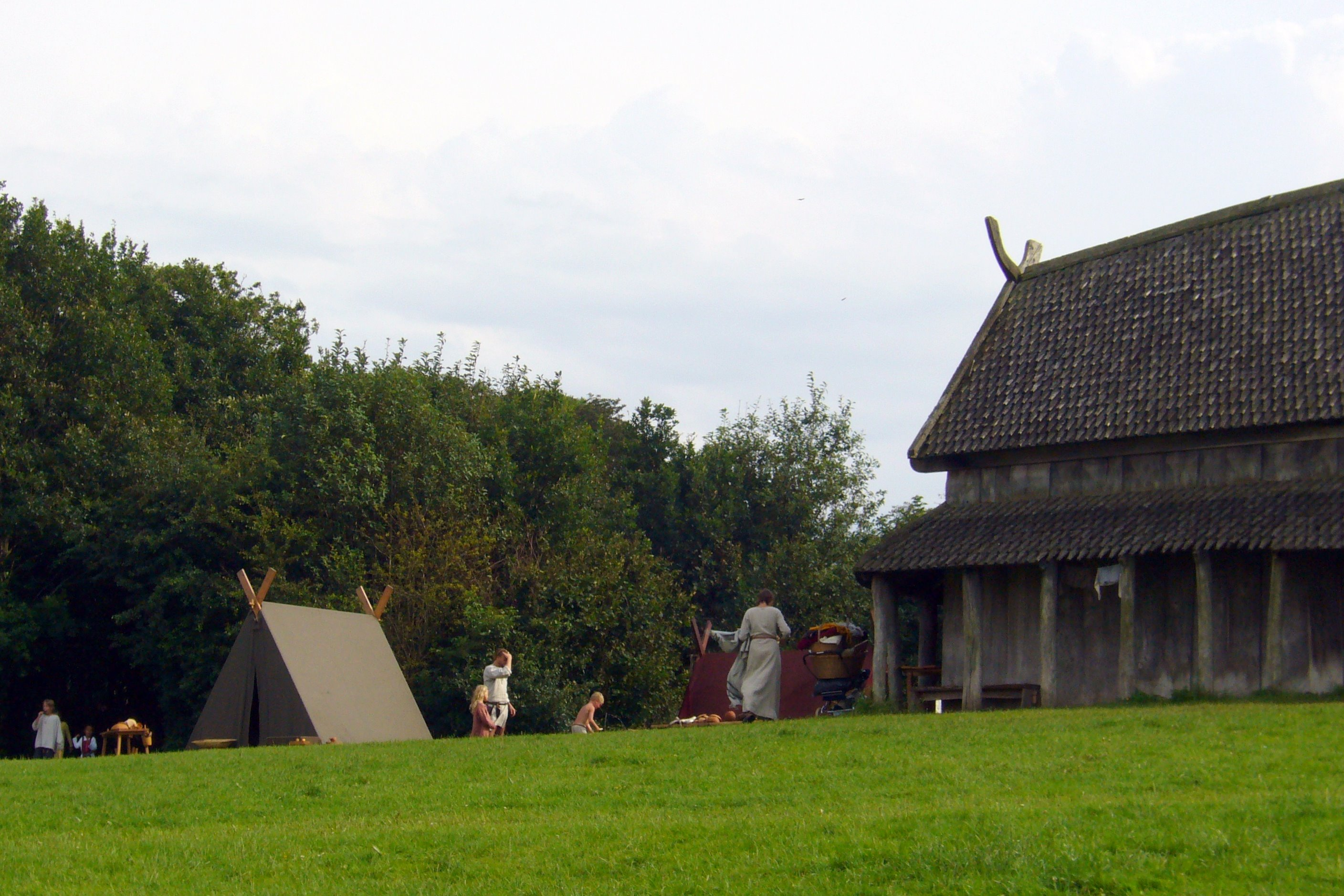
Una casa lunga ricostruita presso il Trelleborg.

Il Trelleborg di Slagelse è la fortezza vichinga circolare meglio preservata. Sebbene il paesaggio circostante sia cambiato parecchio dall'epoca dei Vichinghi (il suolo è stato interessato da un marcato sollevamento post-glaciale, la palude si è ridotta ad uno acquitrino e i due fiumi Vårby Å e Tude Å sono diventati piccoli ruscelli), parecchi sforzi sono stati fatti per far rivivere i tempi di Aroldo Dente Azzurro. Nel 1948 fu ricostruita una casa lunga e più recentemente è stata ristrutturata secondo ricostruzioni più fedeli alle testimonianze storiche.
Oggi il sito è un museo all'aperto, aperto nel 1995, diretto tra il 1999 e il 2004 dallo storico Kåre Johannessen. Il museo illustra la storia del Trelleborg e dell'area circostante. Alcuni dei reperti rinvenuti durante gli scavi archeologici sono esposti presso il museo allestito in loco, altri sono custoditi presso il museo nazionale danese a Copenaghen. Recentemente il comune di Slagelse ha stanziato 25 milioni DKK per un progetto, denominato "Ny Trelleborg", di aggiornamento del museo per dotarlo di tecnologia digitale e virtuale.
Il sito è patrimonio dell'umanità dell'UNESCO dal 2023

## Influenza culturale
Nel romanzo di Michael Crichton Mangiatori di morte, Trelleborg (chiamata "Trelburg") è una delle tappe del viaggio di Ibn Fadlan. Nelle note di Crichton, si conferma che il luogo è effettivamente il Trelleborg di Slagelse.